# Thierry Heckendorn
Thierry Heckendorn, né le 6 novembre 1952 à Metz, est un acteur français.

## Filmographie

### Cinéma

#### Longs métrages
- 1994 : Pourquoi maman est dans mon lit ? : le professeur
- 1995 : Nelly et Monsieur Arnaud
- 1996 : Fallait pas ! : le commissaire
- 2001 : Meilleur Espoir féminin : l'acheteur 1
- 2002 : Monsieur Batignole : le commissaire
- 2003 : Rire et Châtiment : le patient sévère
- 2005 : Il ne faut jurer de rien ! : L'autre homme à la réunion
- 2006 : Poltergay : Mr Tranier
- 2007 : Demandez la permission aux enfants : Mr Huet
- 2009 : Rose et Noir : l'inquisiteur

#### Court métrage
- 2009 : Gast : le psychanalyste

### Télévision
- 1987 : 5 rue du Théâtre

puis Boulevard Bouvard sous la direction de  Philippe Bouvard sur La Cinq
- 1991 : Sous le signe du poisson : Gaëtan
- 1992 : Les Taupes-niveaux de Jean-Luc Trotignon
- 1992 : Les cravates léopards : Marinot
- 1992 : Léo et Léa : Léo
- 1994 : Une nounou pas comme les autres : Antoine Delisles
- 1994 : La Rêverie ou le Mariage de Sylvia : Monsieur Aubier
- 1995 : Une nana pas comme les autres : Antoine Delisles
- 1996 : Hold-up en l'air : Meyer
- 1997 : Les Cordier, juge et flic : Gallois
- 1998 : Les Vacances de l'amour : saison 3, épisode 43 : Georges
- 1998 : Un homme en colère : Dr Favel
- 1998 : Tous ensemble : Gilbert
- 2001 : Nestor Burma : Belmonte
- 2001 : Agathe et le grand magasin : James
- 2002 - 2009 : Père et maire : Richard Dacassin
- 2003 : Joséphine, ange gardien : Saison 7, épisode 22 : Michel Soulas
- 2004 : L'Insaisissable : le commissaire priseur
- 2006 : Femmes de loi : M. Bradon
- De 2006 à 2025 : Camping Paradis : André
- 2007 : Samantha oups ! - épisode « Soirée tripot » : un joueur de poker
- 2008 : Joséphine, ange gardien : Saison 11, épisode 42 : Matthias
- 2010 : Famille d'accueil : Achile Ploque
- 2012 : Joséphine, ange gardien : saison 13, épisode 61 : Roger Marsac
- 2018 : Joséphine, ange gardien : saison 18, épisode 88 : André Durieux, dans son propre rôle de Camping Paradis

## Théâtre
- 1995 : Brèves de comptoir de Jean-Marie Gourio, mise en scène Jean-Michel Ribes, théâtre des Célestins, tournée
- 1997 : Espèces menacées de Ray Cooney, mise en scène Éric Civanyan, théâtre de la Michodière
- 2004 : Déviation obligatoire de Philippe Chevallier et Régis Laspalès, mise en scène Philippe Chevallier et Régis Laspalès, théâtre Marigny, tournée
- 2010 : Le Gai mariage de Gérard Bitton et Michel Munz, mise en scène José Paul, Agnès Boury, théâtre des Nouveautés
- 2011 - 2012 : Personne n'est parfait de Simon Williams, mise en scène Alain Sachs assisté de Corinne Jahier, théâtre des Bouffes-Parisiens. Rôle de Gustave.
- 2016 : Sœurs malgré tout d'Armelle Jover, mise en scène Raymond Acquaviva, théâtre Tête d'Or
- 2019 : Espèces menacées de Ray Cooney, mise en scène Arthur Jugnot, tournée
- 2021 : Espèces menacées de Ray Cooney, mise en scène d'Arthur Jugnot, théâtre de la Renaissance